# Лукина, Юлия Геннадьевна
Юлия Геннадьевна Луина (8 апреля 1988 года) — бывшая российская профессиональная баскетболистка, Мастер спорта России международного класса.

## Карьера
Воспитанница оренбургского баскетбола. В 2008 году в составе молодежной сборной России выиграла Чемпионат Европы до 20 лет в Италии. В том же году дебютировала за основной состав команды в Премьер-Лиге. С 2009 по 2011 гг. выступала за ивановскую «Энергия», вместе с которой побеждала в Суперлиге.
Свой последний сезон на профессиональном уровне отыграла в элите в петербуржском «Спартаке». По ходу турнира команда Лукиной испытывала финансовые проблемы.

## Достижения
- Чемпион Европы (U20) (1): 2008.
- Чемпион Суперлиги (1): 2010/11.